# DEUS
dEUS – belgijski zespół rockowy założony w 1989 roku w Antwerpii.

## Członkowie zespołu

### Obecni członkowie
- Tom Barman – śpiew, gitara
- Klaas Janzoons – instrumenty klawiszowe, skrzypce
- Stéphane Misseghers – perkusja
- Alan Gevaert – gitara basowa
- Mauro Pawlowski – gitara, śpiew

### Byli członkowie
- Stef Kamil Carlens – gitara basowa
- Rudy Trouvé – gitara
- Jules de Borgher – perkusja
- Danny Mommens – gitara basowa
- Craig Ward – gitara

## Dyskografia

### Albumy
- Worst Case Scenario (1994)
- In a Bar, Under the Sea (1996)
- The Ideal Crash (1999)
- Pocket Revolution (2005)
- Vantage Point (2008)
- Keep You Close (2011)
- Following Sea (2012)

### Single i EP
- Zea (singel) (1993)
- SUdS & SOdA (1994)
- Via (1994)
- Hotellounge (Be the Death of Me) (1995)
- My Sister = My Clock (1995)
- Roses (1996)
- Theme From Turnpike (1996)
- Little Arithmetics (1996)
- Fell Off the Floor, Man (1997)
- One Advice, Space (1999)
- The Ideal Crash (1999)
- Instant Street (1999)
- Sister Dew (1999)
- Nothing Really Ends (2001)
- If You Don't Get What You Want (2004)
- 7 Days, 7 Weeks (2005)
- What We Talk About (When We Talk About Love) (2006)
- The Architect / Slow (2008)

### Kompilacje
- No More Loud Music: The Singles (2001)

### Wideo
- No More Video (2002)